# Договір у Бретіньї
Договір у Бретіньї (фр. Traité de Brétigny, англ. Treaty of Brétigny) — мирна угода, підписана 8 травня 1360 року у французькому місті Бретіньї між королем Англії Едуардом III і дофіном Франції Карлом V під час Столітньої війни, відповідно до якої Франція втрачала третину своєї території. Англія ж зобов'язалась не посягати надалі на французький трон.